# Kurfürstliches Schloss (Bonn)
Das Kurfürstliche Schloss im Zentrum von Bonn war bis 1794 die Residenz der Kölner Kurfürst-Erzbischöfe.
Untrennbar mit dem Gebäude verbunden ist der Bonner Hofgarten, ein weitläufiger Park, der sich südlich des Schlosses befindet. Heute beherbergt das Gebäude die Rheinische Friedrich-Wilhelms-Universität. Es steht gemeinsam mit dem Hofgarten als Baudenkmal unter Denkmalschutz.

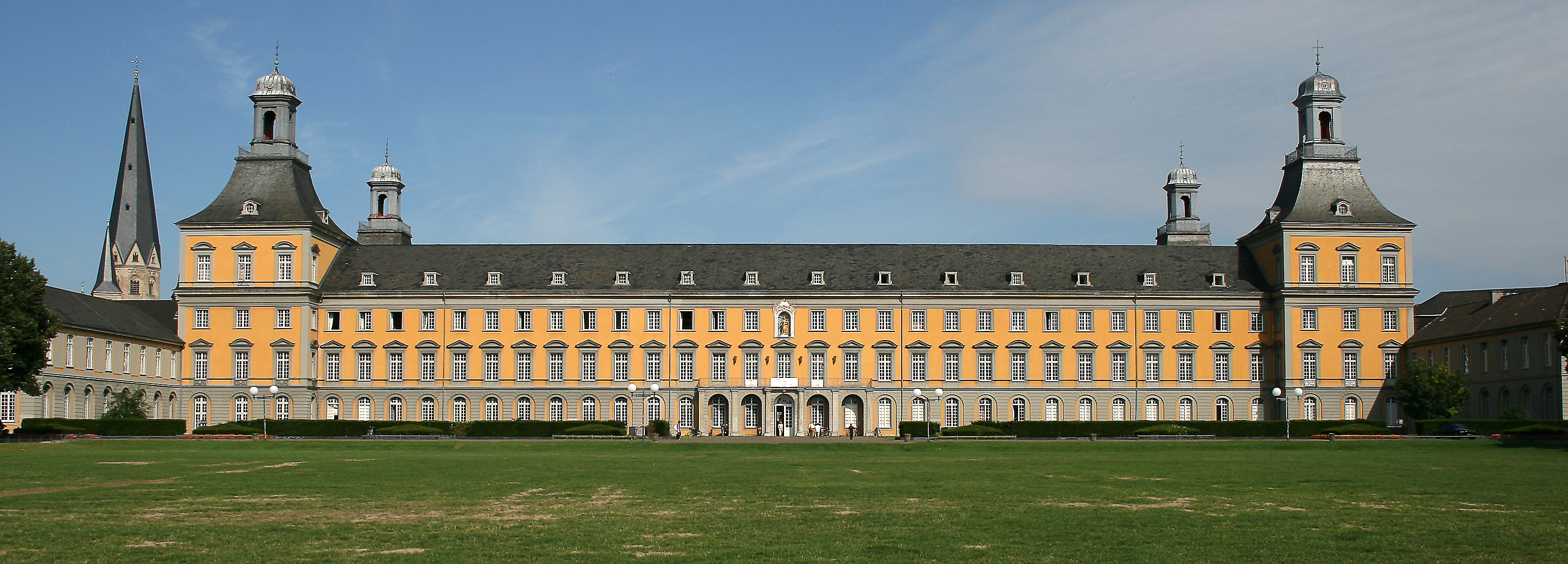
Kurfürstliches Schloss (2007), im Hintergrund der Turm des Bonner Münsters

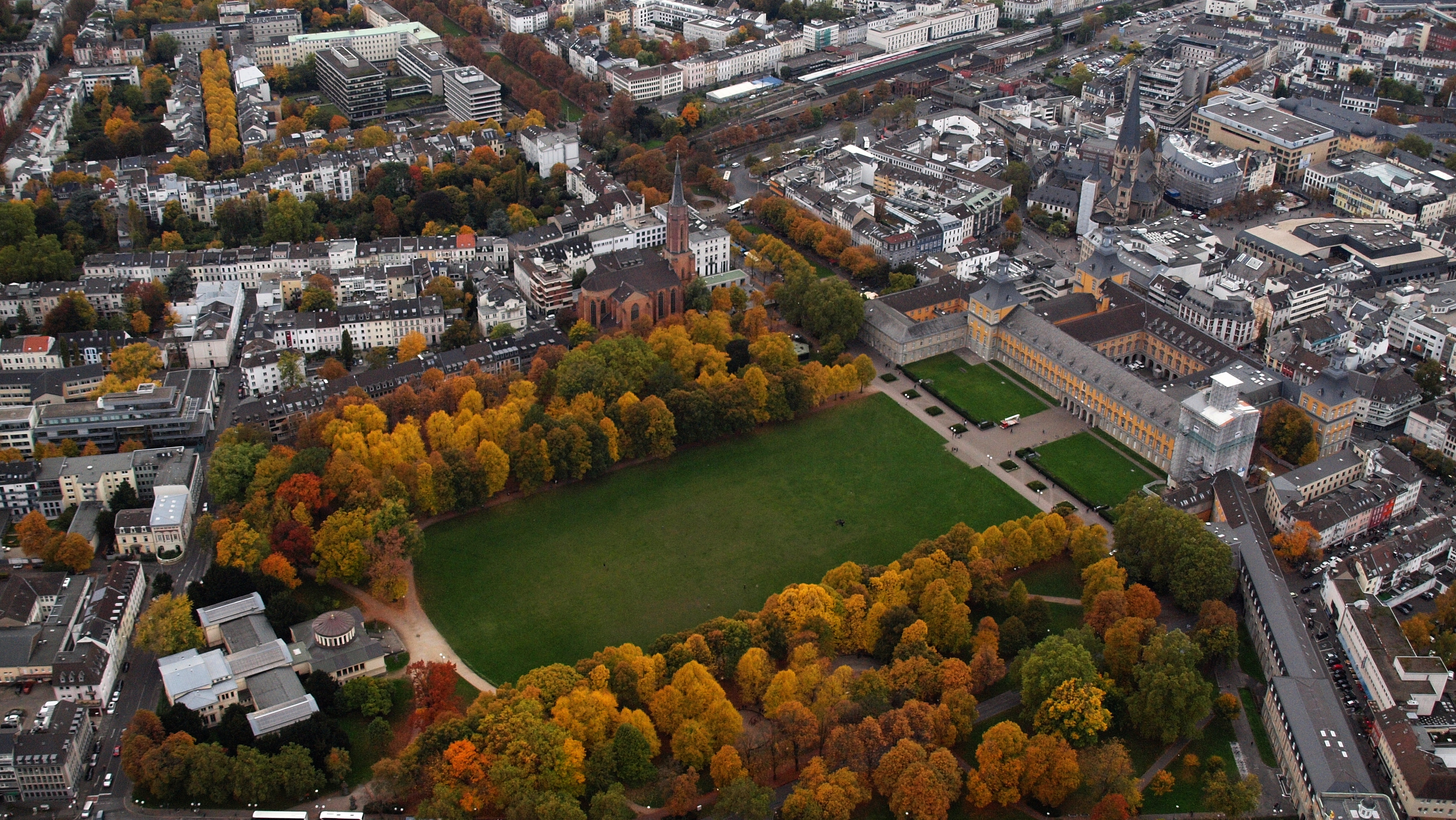
Kurfürstliches Schloss (Bonn), Luftaufnahme (2015)

## Geschichte

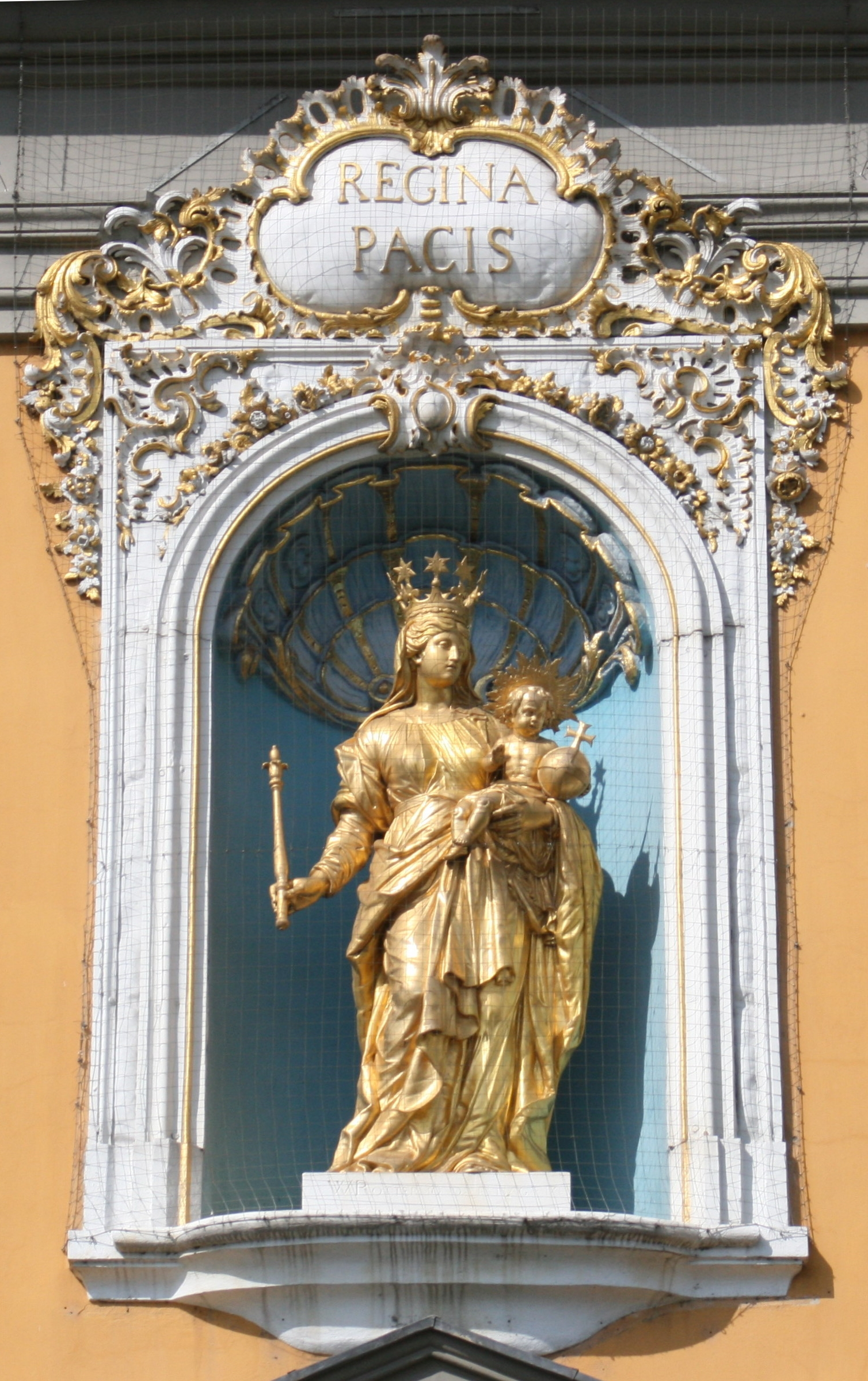
Regina Pacis über dem Südeingang

Der Vorgängerbau des derzeitigen Schlosses wurde im Auftrag von Kurfürst Salentin von Isenburg 1567–1577 erbaut. Dieses Schloss, das im Süden durch die Stadtmauer begrenzt war, wurde bei der Kanonade Bonns durch die Truppen der Alliierten des Kurfürsten Joseph Clemens im Jahr 1689 zerstört, als dieser die Stadt zurückeroberte.
In den Jahren 1697–1705 ließ er das Schloss nach Plänen des Münchner Hofarchitekten Enrico Zuccalli als kastellartige Vierflügelanlage mit vier Eckrisaliten wiederaufbauen, Bauleiter war Antonio Riva. Der Bau gruppiert sich um einen rechteckigen Arkadenhof und öffnet sich in nordöstlicher Richtung zu einem Ehrenhof, in dem sich zu kurfürstlicher Zeit die Haupteinfahrt des Schlosses befand. Um 1700 wurde die Doppelkirche dem Westflügel hinzugefügt. An ihrer Stelle befindet sich heute die Aula der Universität. 
In den Jahren 1715–1723 öffnete Robert de Cotte (1656–1735) diesen strengen Bau nach Süden hin und legte den Hofgarten an. 1744 erhielt die Südseite die Madonnenstatue 'Regina Pacis', der Schutzpatronin der Universität. Die vergoldete Plastik des Bildhauers Wilhelm Rottermondt ist über dem Südeingang angebracht. 
Am 15. Januar 1777 brannte das Schloss aus. Das Feuer brach frühmorgens im Westflügel aus, verbreitete sich im Dachgestühl und brachte die Pulverkammer zur Explosion. Den ganzen Tag über liefen Rettungsmaßnahmen, auch die Stadt lief Gefahr, in Brand zu geraten. Zahlreiche Menschen kamen ums Leben. Nach dem Brand wurde der Wiederaufbau nicht sofort in Angriff genommen. Lediglich der Hofgartenflügel wurde in vereinfachter Form wiederhergestellt. Die ebenfalls zerstörte Schlosskirche wurde durch eine kleinere Doppelkirche im Ostflügel ersetzt, wo sie sich bis heute befindet. Mit dem Einmarsch der französischen Revolutionstruppen endete 1794 die Nutzung des Schlosses als kurfürstliche Residenz.
Im Jahr 1818 schenkte der preußische König das Gebäude der neu gegründeten Friedrich-Wilhelms-Universität, die es bis heute als Hauptgebäude nutzt. In der zweiten Hälfte der 1920er-Jahre wurden, orientiert an den Plänen Zuccallis und de Cottes, die beim Schlossbrand zerstörten Flügel wiederhergestellt und der vierte Eckturm erstmals errichtet. Im Oktober 1944 wurde der Bau durch einen Bombenangriff erneut zerstört und nach dem Zweiten Weltkrieg bis 1951 erneut wiederaufgebaut.
Seit ihrer Gründung im Jahr 1818 hat die Rheinische Friedrich-Wilhelms-Universität ihren Sitz im Schloss.

## Architektur

### Hauptbau
Das dreigeschossige Kerngebäude des ehemaligen Schlosses besteht aus zwei Längstrakten, die seitlich durch Eckrisalite mit nach innen gekehlten Dächern mit offenen Laternenaufsätzen abgeschlossen werden und mehrere Innenhöfe umschließen. Der sowohl im Innern wie in seiner Fassadengestaltung eher strenge, wenig gegliederte und insgesamt eher schmucklose Bau orientiert sich – trotz der großen Entfernung – unübersehbar an der Architektur des Escorial bei Madrid bzw. dem daraus abgeleiteten Stil des Herrerianismo. Der Quertrakt im Westen blickt über die Poppelsdorfer Allee zum Poppelsdorfer Schloss. Der zentrale Innenhof ist von Arkaden umgeben und dient u. a. als Durchgang von der Stadt im Nordwesten zum Hofgarten im Südosten. Der nordöstliche Quertrakt enthält die Schlosskirche und trennt den Innenhof vom Ehrenhof, der von zweien der insgesamt vier Türme flankiert wird. Zwischen Ostturm und Rhein erstreckt sich der Galerieflügel, in den das Koblenzer Tor sowie das die Stockenstraße überspannende Stockentor eingefügt sind.

### Koblenzer Tor

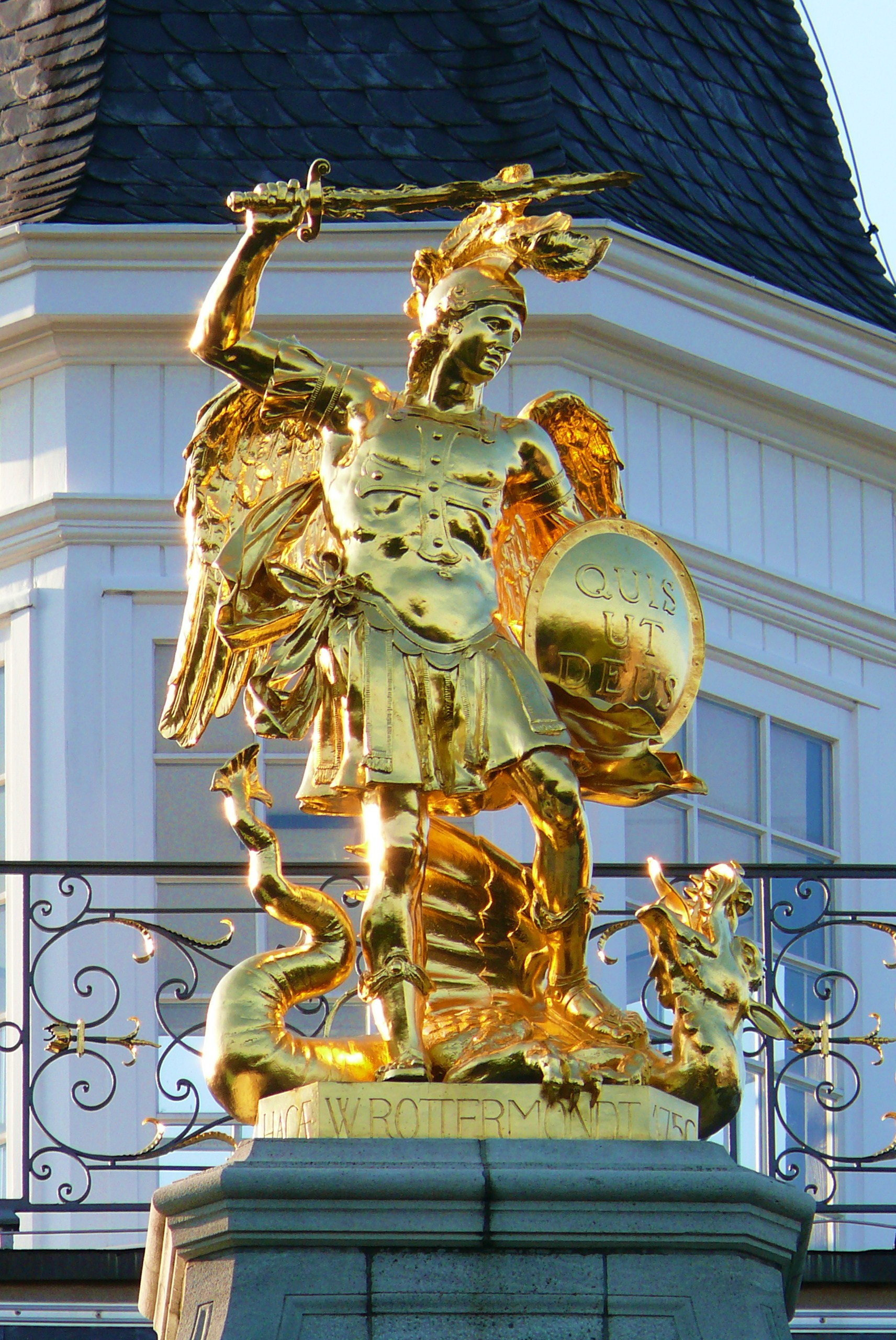
Erzengel Michael auf dem Koblenzer Tor (2007)

Eingefügt in den barocken Ostflügel (sog. „Galerieflügel“) befindet sich das repräsentative Koblenzer Tor. Es handelt sich dabei um einen barocken, dreigeschossigen Torbau, der sich in seiner Architektur deutlich von dem eher schmucklosen und nicht plastisch durchformten Baukörper des Hauptgebäudes unterscheidet. Der Bau überspannt die heutige Bundesstraße 9 nach Koblenz. Das Koblenzer Tor wurde auch als „Michaelstor“ bezeichnet, da der große Saal in der mittleren Gebäudeebene ursprünglich als Sitz bzw. Versammlungsort des Ritterordens vom Heiligen Michael genutzt wurde.
Das Koblenzer Tor wurde 1751–1755 im Auftrag von Kurfürst Clemens August durch den Bonner Baumeister Michael Leveilly nach Plänen von François de Cuvilliés dem Älteren in das Kurfürstliche Schloss eingefügt. Kurfürst Clemens August war es auch, der als Bauherr zahlreicher weiterer Barockbauten in der Region in Erscheinung trat: Er vollendete den von seinem Onkel, Kurfürst Joseph Clemens, begonnenen Bau des Poppelsdorfer Schlosses (1715–1740) und erbaute im heutigen Bonner Ortsteil Röttgen das nicht mehr vorhandene Schloss Herzogsfreude als Jagdschloss (1753–1755), die Schlösser Augustusburg und Falkenlust in Brühl (1723–1746) als Jagd- und Sommerschlösser. Das nahe Brühl liegende kleinere Jagdschlösschen Entenfang in Berzdorf wurde ihm auch lange fälschlicherweise zugeschrieben.

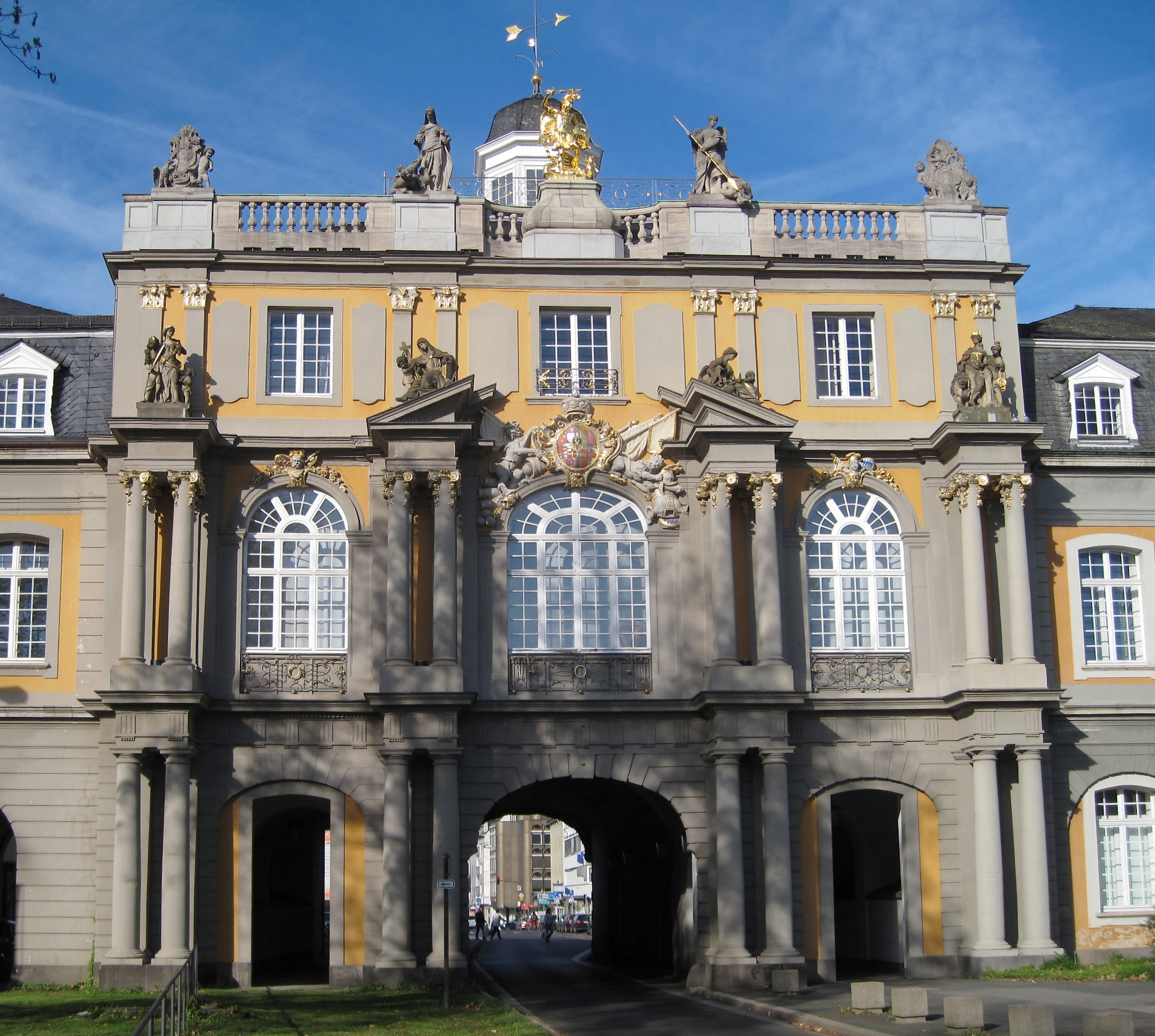
Südansicht des Koblenzer Tors (2013)

Das Tor hat drei horizontale Geschossebenen: Die nach einem Triumphbogenschema und mit rustizierten Außenwänden gestaltete untere Ebene besteht aus drei – von vorgestellten Doppelsäulenpaaren mit einfachen dorischen Kapitellen getrennten – Durchlässen – einem breiteren in der Mitte für Reiter und Kutschen (heute PKWs) und zwei schmaleren an der Seite für Fußgänger; die vor- und zurückspringende Architravzone ist mit einem Metopen-Triglyphenfries dekoriert. Die mittlere Ebene ist architektonisch annähernd gleich gestaltet, jedoch mit Fenstern versehen und deutlich reichhaltiger geschmückt (ionische Kapitelle, von Putten getragener Wappenschild im gesprengten Mittelgiebel); oberhalb der unterbrochenen Architravzone finden sich vier annähernd lebensgroße allegorische Statuen, die die Tugenden des Michaelsordens (Frömmigkeit, Ausdauer, Stärke und Treue) verkörpern. Im Kontrast zu den beiden plastisch gestalteten unteren Ebenen wirkt die obere Ebene flächig und nur wenig repräsentativ, denn anstelle der vorgestellten Doppelsäulen finden sich lediglich Pilaster mit korinthischen Kapitellen; außerdem sind die Fenster als einfache Rechteckfenster gestaltet. Der gesamte Bau schließt in einer umlaufenden Balustrade, deren eingezogener Mittelteil einen Sockel mit einer – ebenfalls vom Bildhauer Wilhelm Rottermondt geschaffenen – vergoldeten Statue des drachentötenden Erzengels Michael umschließt, zu dessen Seiten zwei weibliche Figuren stehen, die beide am Boden liegende männliche Unholde bezwingen: die linke hält ein Lamm Gottes im Arm während die rechte geflügelt und mit einer Lanze bewaffnet ist. Der gesamte Torbau wird überhöht von einem überkuppelten oktogonalen und rundum verglasten Laternenaufsatz.
Durch das Koblenzer Tor verläuft die Bundesstraße 9, es bildete bis zum Bau der Bonner Stadtautobahnen ein Nadelöhr des Nah- und Fernverkehrs: Anfang der 1960er Jahre befuhren das Tor täglich 36.000 Kraftfahrzeuge.
Das Koblenzer Tor wurde in den Jahren 2005 und 2006 für ca. eine Million Euro vom Bau- und Liegenschaftsbetrieb NRW mit finanzieller Unterstützung der Deutschen Stiftung Denkmalschutz saniert. Dabei erneuerte man die Straßendecke, baute Rinnenabläufe ein und sanierte die Beleuchtung.

### Schlosskirche

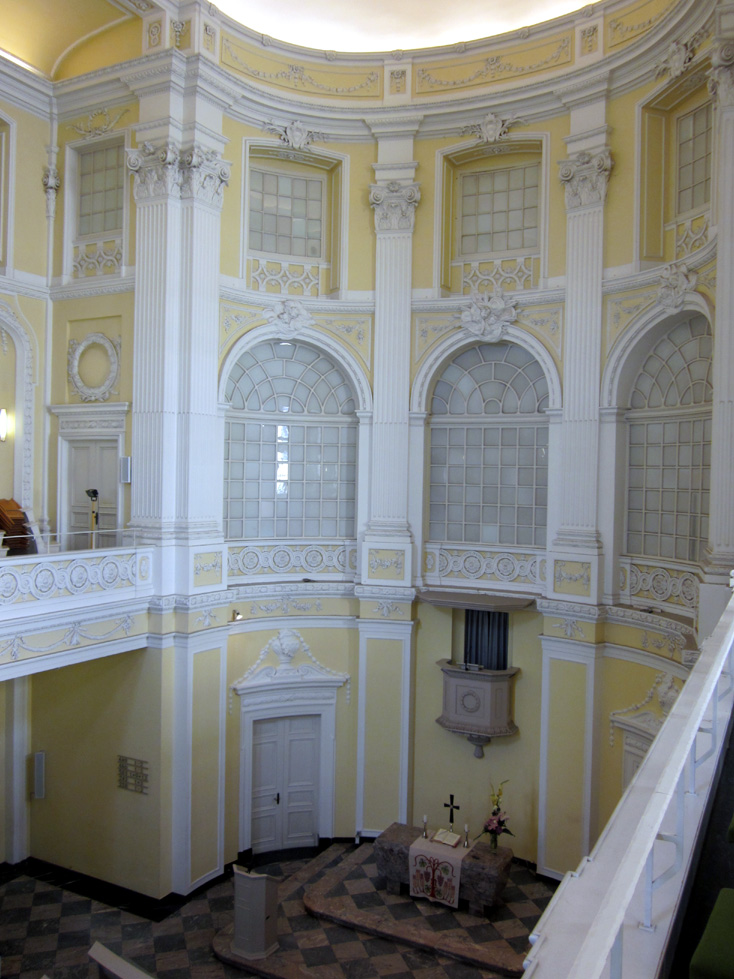
Altarraum der Schlosskirche

Im Südostturm des Schlosses befindet sich die Schlosskirche. Sie wurde 1779 von dem Architekten Johann Heinrich Roth als Hofkapelle für die Kurfürsten errichtet. In ihr spielte der junge Ludwig van Beethoven bei Gottesdiensten Orgel. 1816 wies der preußische König Friedrich Wilhelm III. der evangelischen Gemeinde Bonn die Schlosskirche als Gottesdienstraum zu. Die Kanzel der Schlosskirche stammt aus dem 19. Jahrhundert; sie wurde von Karl Friedrich Schinkel entworfen. Nach dem Zweiten Weltkrieg wurde die völlig zerstörte Schlosskirche wiederaufgebaut, wobei auch die reichhaltigen Stuckarbeiten wiederhergestellt wurden. Sie dient heute für Gottesdienste der evangelischen Universitätsgemeinde.
Im Jahre 1779 goss Martin Legros im Auftrag des Kurfürsten Maximilian Friedrich von Königsegg-Rothenfels für die nach dem großen Brand der Residenz neu erbaute Schlosskirche zwei Glocken. Christian Claren ergänzte 1869 eine dritte Glocke. Im Zweiten Weltkrieg wurden alle drei Glocken beschlagnahmt. Die teilweise beschädigten Legros-Glocken kehrten 1947 wieder zurück und hängen seit 1994 in der Vorhalle gegenüber dem Eingang zur Schlosskirche zum Gedächtnis an die Zerstörung des Hauptgebäudes am 18. Oktober 1944.
In der Laternenhaube des Ostturmes hängt seit 1967 ein Geläut aus vier Glocken, das von der Karlsruher Glockengießerei Bachert gegossen wurde. Es erklingt in den Schlagtönen es2, g2, b2 und c3. 

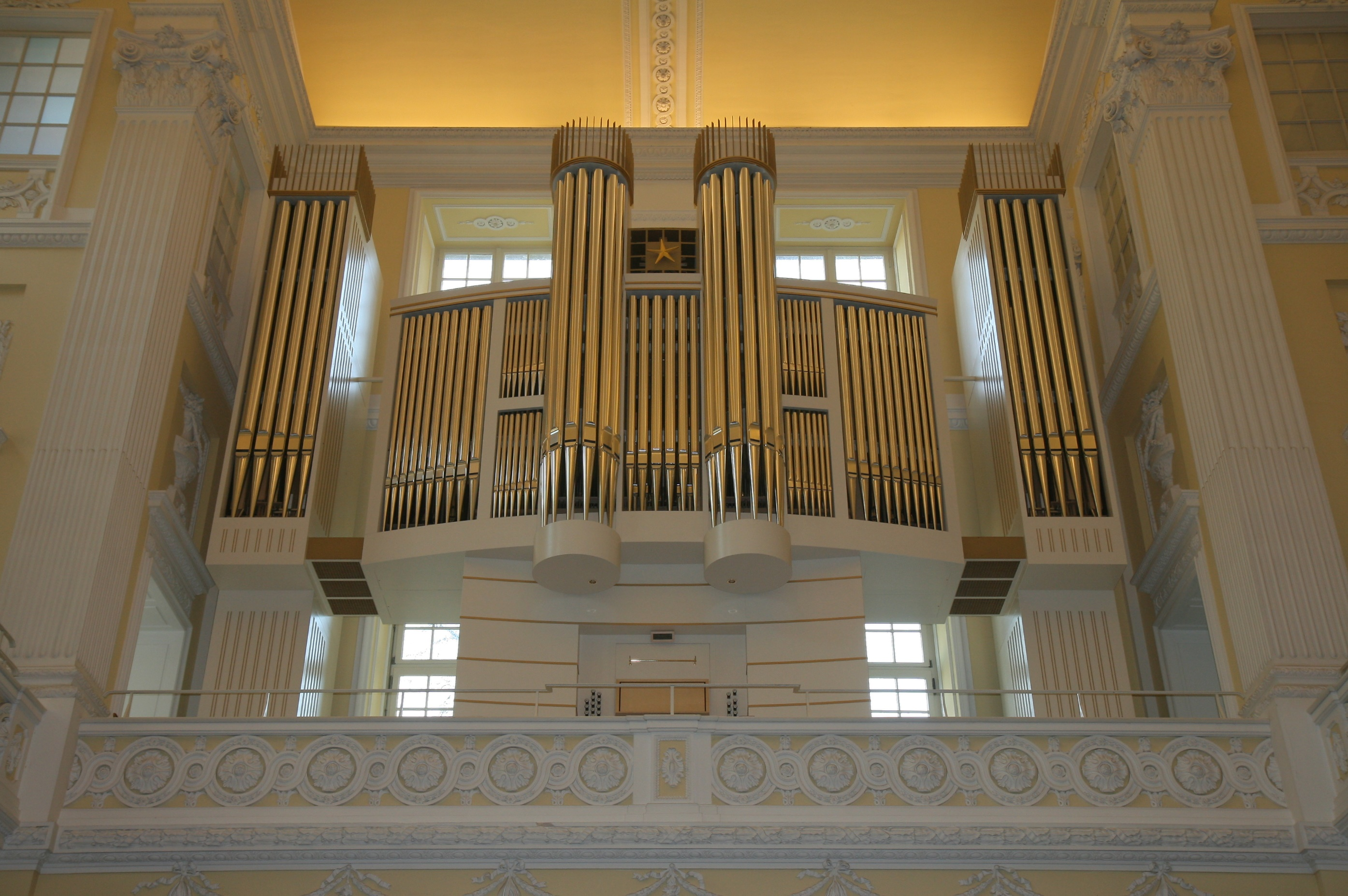
Neue Orgel von 2012

Die Orgel wurde 2012 von der Orgelbaufirma Klais erbaut. Das Instrument hat 27 Register auf zwei Manualen und Pedal. Die Spiel- und Registertrakturen sind mechanisch. Das Glockenspiel ist eine Reminiszenz an ein Glockenspiel, das sich zur Zeit der Kurfürsten im Nordostturm befand.
| I Hauptwerk C–a3 |                  |        |
| 1.               | Principal        | 8′     |
| 2.               | Viola di Gamba   | 8′     |
| 3.               | Rohrflöte        | 8′     |
| 4.               | Voce umana       | 8′     |
| 5.               | Octave           | 4′     |
| 6.               | Flauto in ottava | 4′     |
| 7.               | Quinte           | 2 ⁄3′  |
| 8.               | Octave           | 2′     |
| 9.               | Quinte           | 1 2⁄3′ |
| 10.              | Octave           | 1′     |
| 11.              | Ripieno II       | 2⁄3′   |
| 12.              | Cornet III       | 2 ⁄3′  |
| 13.              | Trompete         | 8′     |
|                  | Glockenspiel     |        |

| II Oberwerk C–a3 |             |        |
| 14.              | Bordun      | 8′     |
| 15.              | Salicional  | 8′     |
| 16.              | Principal   | 4′     |
| 17.              | Gemshorn    | 4′     |
| 18.              | Nasard      | 2 ⁄3′  |
| 19.              | Flageolet   | 2′     |
| 20.              | Terz        | 1 3⁄5′ |
| 21.              | Oberton II  | 1 ⁄3′  |
| 22.              | Cromorne    | 8′     |
|                  | Tremulant   |        |
|                  | Cymbelstern |        |

| Pedalwerk C–f1 |           |     |
| 23.            | Subbass   | 16′ |
| 24.            | Octavbass | 8′  |
| 25.            | Gedackt   | 8′  |
| 26.            | Octave    | 4′  |
| 27.            | Posaune   | 16′ |

- Koppeln: II/I, I/P, II/P

## Veranstaltungen
Im Juli eines jeden Jahres findet auf der Hofgartenwiese vor dem Universitätshauptgebäude die Absolventenfeier statt.
Im August eines jeden Jahres finden im Arkadenhof des Schlosses die Internationalen Stummfilmtage mit über 20.000 Besuchern statt.